# Joseph Cuschieri
 (janvier 2015).
Si vous disposez d'ouvrages ou d'articles de référence ou si vous connaissez des sites web de qualité traitant du thème abordé ici, merci de compléter l'article en donnant les références utiles à sa vérifiabilité et en les liant à la section « Notes et références ».
Joseph Cuschieri, né le 20 février 1968 à Ħ'Attard, est un ancien député européen maltais élu pour la première fois lors des élections européennes de 2009 comme observateur dans l'attente de l'entrée en vigueur du Traité de Lisbonne. Il prend effectivement ses fonctions de député européen le 1er décembre 2009. Issu du Parti travailliste, il siège au sein du groupe Alliance progressiste des socialistes et démocrates au Parlement européen. Il est membre de la Commission des transports et du tourisme et de la Délégation pour les relations avec la péninsule arabique.
Joseph Cuschieri est entré en politique comme conseiller municipal et maire adjoint de St Julian's de 1994 à 1996. Il est membre du comité exécutif national du parti travailliste depuis 1996. Élu en 1998 comme député travailliste à la Chambre des représentants, fonction qu'il exerce jusqu'en 2008. Parallèlement il est nommé en 1998 porte-parole de son parti pour les questions concernant les kunsilli Lokali (conseils locaux) jusqu'en 2003. À cette date il devient porte-parole parlementaire du parti travailliste pour les questions concernant le tourisme, Air Malta et le secteur hôtelier jusqu'en mai 2008 où il s'occupe des questions concernant les infrastructures et les projets d'investissement jusqu'en septembre 2008.